# Hapalidiaceae
Hapalidiaceae es una familia de algas rojas perteneciente al orden Corallinales.

## Subtaxones
- Género Aethesolithon JH Johnson, 1964
- Género Callilithophytum PWGabrielson, WHAdey, GPJohnson & Hernández-Kantún, 2015
- Género Nullipora JBde Lamarck, 1801, nom. rejic. (actualmente considerado como sinónimo de Phymatolithon)[6]
- Género Tectolithon Bahia, Jesionek & Amado-Filho, 2020[7]
- Subfamilia 1. Austrolithoideae ASHarvey & Woelkerling, 1995

Géneros: Austrolithon, Boreolithon, Epulo.
- Subfamilia 2. Choreonematoideae Woelkerling, 1987

Géneros: Choreonema.
- Subfamilia 3. Melobesioideae Bizzozero, 1885

Géneros: Crustaphytum, Epilithon, Exilicrusta, Mastophoropsis, Melobesia, Neopolyporolithon, Sphaeranthera, Synarthrophyton.